# Öasjön, Skåne
Öasjön är en sjö i Olofströms kommun i Skåne och ingår i Skräbeåns huvudavrinningsområde. Sjön har en area på 0,248 kvadratkilometer och ligger 93,5 meter över havet.

## Delavrinningsområde
Öasjön ingår i det delavrinningsområde (624548-141307) som SMHI kallar för Mynnar i Immeln. Medelhöjden är 119 meter över havet och ytan är 17,45 kvadratkilometer. Det finns inga avrinningsområden uppströms utan avrinningsområdet är högsta punkten. Vattendraget som avvattnar avrinningsområdet har biflödesordning 2, vilket innebär att vattnet flödar genom totalt 2 vattendrag innan det når havet efter 51 kilometer. Avrinningsområdet består mestadels av skog (77 %). Avrinningsområdet har 0,73 kvadratkilometer vattenytor vilket ger det en sjöprocent på 4,2 %.